# Kurt Bergström
Kurt Johan Bergström, född 23 juli 1891 i Lidingö, död 20 november 1955 i Jönköping, var en svensk seglare.
Han seglade för KSSS. Han blev olympisk silvermedaljör i Stockholm 1912. Bergström är begravd på Lidingö kyrkogård.